# Hoseas’ Bog
Hoseas' Bog er et profetisk skrift i den hebraiske bibel og Det Gamle Testamente. Bogen findes først i tolvprofetbogen sammen med andre profetiske skrifter i Bibelen. Den hebraiske bibel placerer bogen blandt Profeterne (Nevi'im). 
Hoseas boede i Nordriget og skrev på nordlig dialekt. Hoseas profeterede i en mørk og dyster tid i Israels historie, hvor Nordriget bevæger sig ind i en krise og til sidst falder i 722 f.Kr. Folket forkastede Gud og tilbad Jeroboam II's guldkalve, Ba'al og en kana'anitisk fertilitetsgud (1 Kong 12,26-30 og Hos 8,6-8).
Bogen kan deles i to
- Den første er kapitel 1-3, som handler om Hoseas' ulykkelige ægteskab med den prostituerede Gomer, som Gud har forlangt, at han gifter sig med, og som symboliserer afgudsdyrkelsen i Israel ved overtrædelse af billedforbuddet. De får tre børn, hvis navne forkynder dom over Israel. Brugen af ægteskab/utugt som billede på det rette og det ødelagte gudsforhold er meget almindeligt i Bibelen. Her ser vi billedet brugt om frafaldet og Hoseas profeterer straf over folket. Gomer forlader tilsyneladende Hoseas til fordel for et utugtigt liv.

- Den anden del er kapitel 4-14, som hovedsageligt består af Hoseas' forkyndelse og beskriver, hvordan Hoseas opsøger sin tidligere hustru for at få hende til at vende tilbage til ham. Profetierne bruger trusler, løfter og åbenbaringen af nåde. Bogen slutter med, at frelse er mulig for den der omvender sig til Herren.

## Profeten
Hoseas betyder på hebræisk "Herren hjælper". Hoseas er den eneste skriftprofet fra Nordriget og den sidste af alle profeter i Nordriget. Billedbrug og sprog i øvrigt tyder på, at han kom fra landet.

## Historisk baggrund
Det virker, som om bogen beskriver et folk, der tidligere var præget af velstand, men nu er i opløsning. Det indre frafald, som profeten Amos talte imod, slår igennem i det ydre i Hoseas' samtid.
En læsning af Hoseas' Bog med dette for øje leder til tre områder, hvor frafaldet og opløsningen er tydeligt:
- a. Politisk opløsning (kongehuset og folket)
- b. Moralsk opløsning
- c. Religiøs opløsning (specielt præsterne, jf. Hos 4)

## Betydning
Man mener Hoseas er den første, der bruger ægteskabet som metafor for pagten mellem Gud og Israel, og han havde indflydelse på senere profeter som  Jeremias. Han er blandt de første skriftprofeter, og det sidste kapitel i bogen har lignende paralleller i visdomslitteraturen.
Profeten Hoseas fremstår på mange måder som digter. Det var det, som fik Hieronymus til at udtale: Osee commaticus est et quasi per sententias loquens ("Hoseas halter, som om han taler i fyndord").
Hans frodige og farverige metaforer er fremtrædende, og særligt i kapitlerne 1-3 er der noget, som indikerer, at de er vigtige for at forstå bogen som helhed.

## Struktur
Hoseas' Bog indleder tolvprofetbogen (dodekapropheton) og er en del af den overordnede bibelske kategori, som kaldes Profeterne (over for Loven og Skrifterne).
Hoseasbogens struktur synes at være som følger:
1. Prolog (1,1): Herrens ord kommer til Hoseas, søn af Be'eri
2. Første del (1,2-3,5): Koncentrisk cirkel; 3.p. beretning – todelt gudstale – 1.p. beretning
3. Anden del (4,1-11,11): Kollation af rytmiske enkeltord
4. Tredje del (12,1 – 14,9): Konfrontation med skyldhistorien
5. Epilog (14,10): Visdomsteologi om Herrens vej

Strukturen i Hoseas' Bog indbyder til spekulation om bogens tilblivelse. Hoseas' Bog kan også inddeles i tre: 1-3, 4-11 og 12-14. Ser man på forskellene på de afsnit, virker bogen ganske løst sammensat. Det gælder først og fremmest en sammenligning mellem første afsnit (kap. 1-3), der er karakteriseret af en meget prosaisk stil og et kraftigt metafor-brug, og de to sidste afsnit (4-11 og 12-14), der er skrevet poetisk med løsrevne enkeltord. Bogen har fra tid til anden et judaisk perspektiv (jf. 1,1; 2,2; 10,11) og en deuteronomistisk teologi (jf. 4,3; 8,1b). Desuden bryder enkelte frelseord med konteksten (jf. 1,7; 2,1-3). På trods af det er der grund til at fremhæve større sammenhænge i bogen. Det gælder begreber som hebr. שׁוּב shuv "at vende om" og temaer (udvandringstraditionen). J. Jeremias har påpeget en makrostruktur, hvor hver hoveddel synes at slutte med et frelsesord (3; 11; 14).

## Teorier om bogens tilblivelse
At Hoseas' Bog har en kompliceret tilblivelsesproces ser vi af flere elementer:
1. Hoseas viser en usædvanlig "blandingsstil": På den ene side mangfoldige overraskende skift mellem prosa og poesi; personskift i talen (du/hende); kollageagtige små sprogénheder ved siden af hinanden. På den anden side større sammenhængende kompositionsstrukturer.
2. De tre dele (kap. 1-3, 4-11 og 12-14) anvender ved alle motivmæssige-teologiske slægtskaber forskellige kompositionsteknikker.
3. Skønt Hoseas virkede i Nordriget, og bogen er et opgør med dets politiske og kultiske situation, indeholder den samtidig en række udtryk for et judaisk perspektiv (henvisninger til Juda; udvidelse af kritikken mod Nordriget til Juda o. lign.). Juda-perspektivet er punktuelt og "påhængt" (f.eks. 5,5; 6,11; 10,11).
4. Gennem hele bogen findes der spredte formuleringer, som er typisk for eksilsk/eftereksilsk teologi, særligt som kendt fra profeten Jeremias og den deuteronomistiske historieideologi (f.eks. 4,3; 8,1b.6a; 11,5b; 13,2b; 14,3). Efter mange forfatteres opfattelse er hele "rettergangs"-konceptet deuteronomistisk.
5. Frelsesløfterne i 1,10-2,1.16-23; 3,5 og 14,5-9 er ikke bare kontrast, men forudsætter den sprogligt og motivmæssigt (f.eks. i 1,10-3,23, hvor de tre børns navne "omvendes" til deres modsatte betydninger eller i 14,5-9, hvor der er stigende variation over 11-8-9.11).

De vigtigste teorier om Hoseas' bogs tilblivelse lader sig reducere til fire grundmodeller:
1. Bogen går i hovedsagen i sin skriftlige form tilbage til Hoseas selv (bl.a. A. Deissler) eller en fremtrædelsesskitse (Auftrittsskizzen), som en skole omkring profeten, Hoseasskolen, med det samme efter denne fremtræden har færdiggjort, idet de blot har noteret sig Hoseas' ord (Memorabile-form) og ikke scenariet eller tilhørernes protester (H. W. Wolf).
2. Grundbestanden i Hoseas' Bog er fra Hoseasskolen efter Nordrigets undergang (722 f. Kr.). Den har foretaget den litterære komposition 4-14. Kompositionen er udvidet af flere mindre, før-punktuelle udvidelser (judaistisk redaktion, deuteronomistiske bearbejdelse, glossering). De tre kapitler 1-3 har haft deres egen væksthistorie, før de tidligst i eksilet blev sat sammen med Hos 4-14 (J. Jeremias).
3. Den egentlige "forfatter" af Hoseasbogen er en eftereksilsk, deuteronomistisk redaktør, som ca. halvdelen af bogen går tilbage til. Han tog udgangspunkt i en tidlig samling af Hoseas' ord. Heraf kan kun enkelte logier føres tilbage til Hoseas selv (G. A. Yee).
4. Bogen er et slutprodukt i en fortløbende skriveproces i flere trin (den såkaldte "sneboldseffekt" eller "rolling corpus"-model: I begyndelsen var der et tekstkorpus, som gradvist fik tilføjet dele, dels gennem punktuel, fortløbende tilføjelser, dels gennem gennemgribende redaktioner) (M. Nissininen, I. Willi-Plein).

Den teori, som generelt regnes for mest sandsynlig, er nok J. Jeremias' model, omend omfanget af den senere redaktionsproces rimeligvis er større end den, Jeremias hævdede, men dog ikke så drastisk som i G. Yees forslag. Foranstillingen af kap. 1-3 har muligvis fundet sted i sammenhæng med tolvprofetbogens successive tilblivelse. At finde tilbage til det oprindelige Hoseasord er vanskeligt omend ikke helt umuligt.

## Aktuel litteratur
- Brueggemann, Walter, Theology of the Old Testament, Testimony, Dispute, Advocacy, Minneapolis: Fortress Press, 1997
- Childs, B. S., Introduction to the Old Testament as scripture. London: SCM Press, 1979
- Jeremias, Jörg, Der Prophet Hosea [Das Alte Testament Deutsch], Göttingen: Vandenhoeck & Ruprecht, 1983
- Wolff, H.W., Dodekapropheton 1 – Hosea [Biblischer Kommentar Altes Testament], Neukirchen Kreis Moers: Neukirchener Verlag, 1961
- Yee, G.A., Composition and Tradition in the Book of Hosea. A Redaction Critical Investigation, Atlanta: Scholars press, 1987
- Zenger, Erich (m.fl.), Einleitung in das Alte Testament, Stuttgart: Kohlhammer GmbH, 1995